# M. Caldwell Butler
Manley Caldwell Butler, född 2 juni 1925 i Roanoke i Virginia, död 29 juli 2014 i Roanoke i Virginia, var en amerikansk republikansk politiker. Han var ledamot av USA:s representanthus 1972–1983.
Butler tjänstgjorde i USA:s flotta 1943–1946. År 1948 utexaminerades han från University of Richmond och år 1950 avlade han juristexamen vid University of Virginia. Därefter var han verksam som advokat i Roanoke.
Kongressledamot Richard Harding Poff avgick 1972 och efterträddes av Butler. Han efterträddes i sin tur 1983 av Jim Olin.